# Ramulus nematodes
Ramulus nematodes is een insect uit de orde Phasmatodea (wandelende takken) en de familie Phasmatidae. De wetenschappelijke naam van deze soort is voor het eerst geldig gepubliceerd in 1842 door Haan.